# 楊述曾
楊述曾（?—?），字二思，號企山，江苏武进人。清朝政治人物，榜眼及第。

## 生平
杨椿之子，楊廷鑑之曾孫。杨述曾幼承家学，尤精于治史，乾隆七年（1742年）登一甲二名进士，授翰林院编修。
乾隆十七年（1752年）擢翰林院侍读，充《通鉴辑览》馆纂修官，乾隆三十二年秋，《通鉴辑览》一書即将脱稿而卒，享年七十歲。著有《南圃文稿》、《使车集》。